# I treni di Tozeur
 I treni di Tozeur, Canção da Itália, no Festival Eurovisão da Canção 1984.
"I treni di Tozeur" ("Os comboios de Tozeur") foi a canção que representou a Itália no Festival Eurovisão da Canção 1984, interpretada em italiano (com um trecho em,alemão) pelo duo formado por Alice e Franco Battiato.
O referido tema tinha letra de Franco Battiato e Rosario "Saro" Cosentino, música de Franco Battiato e de Giusto Pio que também a orquestrou.
A canção italiana foi a 18.ª a ser interpretada na noite do festival, a seguir à canção suíça "Welche Farbe hat der Sonnenschein?", interpretada pela banda Rainy Day e antes da canção portuguesa "Silêncio e tanta gente, interpretada por Maria Guinot. Era considerada como uma das favoritas para ganhar, mas terminou em 5.º lugar (entre 19 concorrentes), recebendo 70 pontos.
Apesar de não ter vencido foi uma das canções daquele festival com maior êxito e sucesso comercial na Europa em 1984, ultrapassando mesmo os vencedores.